# Periophthalmodon
Genre
Periophthalmodon est un genre de poissons de la famille des Gobiidae.

## Liste des espèces
Selon World Register of Marine Species (17 déc. 2015) :
- Periophthalmodon freycineti (Quoy and Gaimard, 1824)
- Periophthalmodon schlosseri (Pallas, 1770)
- Periophthalmodon septemradiatus (Hamilton, 1822)

Selon ITIS (17 déc. 2015) :
- Periophthalmodon freycineti (Quoy and Gaimard, 1824)
- Periophthalmodon schlosseri (Pallas, 1770)
- Periophthalmodon septemradiatus (Hamilton, 1822)
- Periophthalmodon tredecemradiatus (Hamilton, 1822)